# いざよい (柴咲コウの曲)
『いざよい (「柴咲 神宮」Live ver.)』(いざよい (「しばさき じんぐう」ライブ・バージョン))は、2017年10月18日にリリースされた柴咲コウの配信限定シングル。

## 解説
本作は、スタジオ音源となるオリジナルではなく、2017年の秋に開催された柴咲の歌手活動15周年を記念して開催された2夜限定ライブ「『柴咲 寺院』～池上本門寺 月夜の宴～」と「「柴咲 神宮」〜平安神宮 月夜の宴〜」にて披露された際の音源のうち、平安神宮にて行われた公演で披露された音源のものが配信される形となり、オリジナルのスタジオ音源の方は同年発売のベスト・アルバム『KO SHIBASAKI ALL TIME BEST 詠』にて初CD化及び、初収録がなされる形となった。

## 製作背景
本作は、柴咲自身が主演を務める大河ドラマ『おんな城主 直虎』の撮影の合間を縫って作詞したもので、柴咲は本作に関して「月の満ち欠けが一回りしていく様子だったり、そこから、朧月夜、下弦の月や十五夜の月等、様々な側面を見せる月とその様子や形を歌ってきました。今回は十六夜をテーマにいざよう心模様を描いた曲に仕上げました。満たされた月夜ゆえに、想いが強く深くなり、そして切ないものに変わる、大河ドラマで1年を通して1人の役を演じてきたからこそ生み出すことの出来た楽曲だと私は思っていますね。」と語っている。

## 収録曲
1. いざよい (「柴咲 神宮」Live ver.)
作詞：柴咲コウ / 作曲・編曲：吉川慶